# Hyatt on the Bund
Hyatt on the Bund ou Bei Wai Tan Twin Towers est un ensemble de deux gratte-ciel jumeaux hauts de 133 mètres construits à Shanghai en 2007 dans le district de Hongkou.
L'ensemble est composé de deux tours identiques de 34 étages :
– Hyatt on the Bund West Tower ;
– Hyatt on the Bund East Tower.
Elles abritent un hôtel de la chaîne Hyatt.
L'architecte est l'agence américaine Hellmuth, Obata & Kassabaum.